# Брянське
Бря́нське (до 1948 року — Кочка́р-Елі́, крим. Qoçqar Eli) — село в Україні, у Бахчисарайському районі Автономної Республіки Крим. Підпорядковане Плодівській сільській раді. Розташоване на півночі району. Історична назва села Кочкар-Елі, означає в перекладі з кримськотатарського «бараняча місцевість» (qoçqar — баран, el — місцевість, край).

## Географія
Брянське розташоване в північно-західній частині району, у нижній течії річки Альми, на лівому схилі долини, у гирлі маловодої балки Сакав. До Бахчисараю і Сімферополя відстань від села по Альмінській долині приблизно однакова — близько 32 кілометрів, через піднесеність Яшлав Зовнішнього пасма Кримських гір до райцентру — 23 км; залізнична станція Поштова за 15 кілометрів.
Сусіднє село Каштани практично на іншому березі річки, Дорожнє — в 700 метрах вище по долині. До берега моря (село Піщане) близько 18 кілометрів. Висота над рівнем моря 81 м.

## Історія
Недалеко від села, на правому березі балки Сакав, розташований пізньоскіфський могильник «Заяче», що представляє великий некрополь з різними типами похоронних споруд: ґрунтових могил і склепів в скельних печерах.

### Кримське ханство
Документальних згадок Кочкар-елі часів Кримського ханства доки не виявлене, з Камерального Опису Криму 1784 року відомо, що село входило в Бакчисарайське каймаканство Бакчесарайського кадилику.

### Російська імперія
Після приєднання Криму до Російської імперії 8 лютого 1784 року, село було приписане до Сімферопольському повіту Таврійської області. Після Павлівських реформ, з 1792 по 1802 рік, входила в Акмечетський повіт Новоросійської губернії. За новим адміністративним поділом, після створення 8 (20) жовтня 1802 року Таврійської губернії, Кочкар-елі адміністративно включили до складу Актачинської волості Сімферопольського повіту.

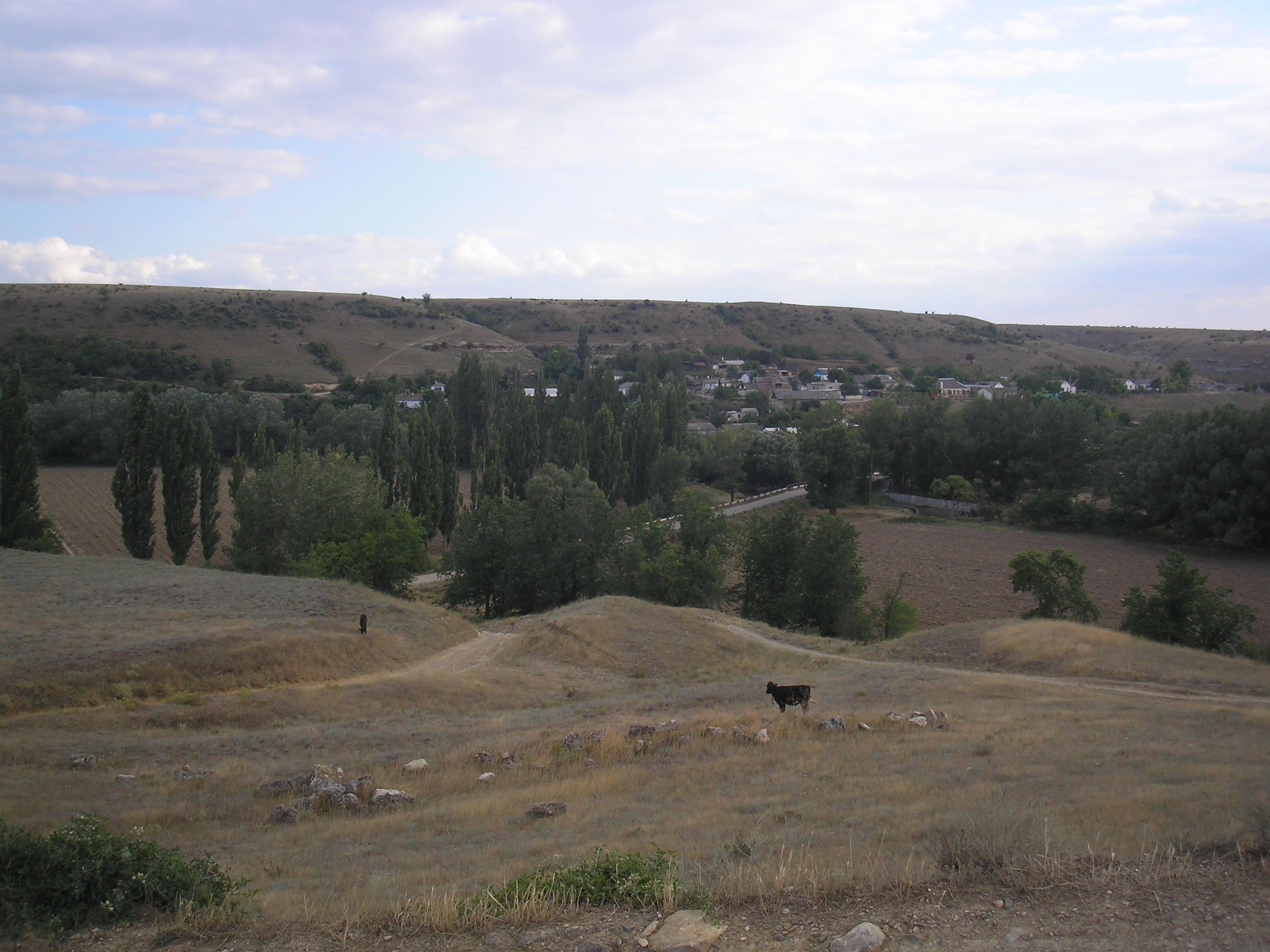
Східна частина Брянського, колишнє село Балки

У Відомостях про усі селища, у що Сімферопольському повіті. 1805 року в селі записані 15 дворів, у яких проживало 58 кримських татар. На карті 1817 року село вже не позначене.
У 1829 року, після волосної реформи, Кочкар-елі приписали до Мангушської волості того ж повіту. На карті 1842 року село позначили умовним знаком «мале село (менше 5 будинків)» — мабуть, скорочення населення пов'язане з неодноразовими еміграціями в XIX столітті кримських татар в Османську Туреччину .
Зростання населення відмічене до 1865 року — в складеному за результатами VIII ревізії «Списку населених місць Таврійської губернії за відомостями 1864 р». у Кочкар-елі записані 19 дворів, 98 жителів і мечеть, на карті 1865 року — 15 дворів.
У опублікованих в Пам'ятній книзі Таврійської губернії 1889р результатах Х ревізії 1887 року в селі проживало 146 жителів в 32 дворах (на карті 1890 року — 30 дворів з кримськотатарським населенням).
Після земської реформи 1890 року село віднесли до Тав-Бадракської волості. Згідно з «Пам'ятною книжкою Таврійської губернії на 1892 рік», у селі Кочкар-ель, що входило у Біюк-Яшлавське сільську громаду, було 95 жителів, на власній землі, в 16 домогосподарствах.
За Пам'ятною книжкою Таврійської губернії на 1900 рік в селі проживало 105 жителів в 18 дворах.
У «Статистичному довіднику Таврійської губернії. Ч.1-я. Статистичний нарис, випуск шостий Сімферопольський повіт, 1915 р». Кочкар-Ель записаний вже як село.
За новим адміністративним поділом, згідно з переписом 1926 року, Коджук-елі відносився до Бій-елінської сільради Сімферопольського району, населення було 243 жителі, а до початку війни наближалося до трьох сотень. До 1940 року сіло, разом з сільрадою, перепідпорядкували Бахчисарайському району.
Після звільнення Криму, по Постанові ДКО № 5859 від 11 травня 1944 року, усі кримські татари були депортовані в Середню Азію, а в спорожнілі будинки завезли переселенців з Орловської і Брянської областей.
18 травня 1948 року, Кочкар-Елі перейменували у Брянське.

### Україна
У серпень 1954 року була ліквідована Брянська сільрада і приєднана до Плодовської сільської ради. На початку 1960-х років до Брянського приєднали сусіднє село Балки.
У 2023 році у проєкті Постанови Верховної Ради України «Про перейменування деяких населених пунктів Автономної Республіки Крим» село запропоновано перейменувати на Кочкар-Елі.

## Динаміка чисельності населення
- 1805 — 58 чол. (всі кримські татари)
- 1864 — 98 чол.
- 1887 — 146 чол. (всі кримські татари)
- 1926 — 243 чол. (всі кримські татари)
- 1939 — 265 чол.
- 1989 — 793 чол.
- 2001 — 902 чол.